# Hans-Jürgen Bombach
Hans-Jürgen Bombach (Wehrdorf, 11 agosto 1945) è un ex velocista tedesco.

## Biografia
Gareggiando per la Germania Est, esordì in campo internazionale ai campionati europei del 1969 dove giunse quarto sui 200 metri e quinto con la staffetta 4×100. Alle Olimpiadi di Monaco di Baviera 1972 fu nuovamente quinto con la staffetta. Nel 1973 eguagliò il record europeo sui 100 metri correndo la distanza in 10"0 secondi (cronometraggio manuale). Ai Campionati europei di atletica leggera 1974 vinse due medaglie di bronzo: una sui 200 metri, preceduto dall'italiano Pietro Mennea e dal tedesco occidentale Manfred Ommer, e l'altra con la staffetta 4×100, alle spalle di Francia e Italia.

## Palmarès
| Anno | Manifestazione  | Sede   | Evento                | Risultato        | Prestazione | Note  |
| ---- | --------------- | ------ | --------------------- | ---------------- | ----------- | ----- |
| 1972 | Giochi olimpici | Monaco | 100 metri piani       | Quarti di finale | 10"64       | [ 1 ] |
| 1972 | Giochi olimpici | Monaco | Staffetta 4×100 metri | 5º               | 38"90       | [ 2 ] |
| 1974 | Europei         | Roma   | 200 m piani           | Bronzo           | 20"83       |       |
| 1974 | Europei         | Roma   | 4×100 m               | Bronzo           | 38"99       |       |

## Altre competizioni internazionali
1970
- Coppa Europa di atletica leggera ( Stoccolma)

1975
- Coppa Europa di atletica leggera ( Nizza)